# 소안초등학교 (전남)
소안초등학교는 대한민국 전라남도 완도군 소안면 비자리에 있는 공립 초등학교이다.

## 학교 연혁
- 1926년 4월 19일 - 소안공립보통학교 설립 인가
- 1926년 9월 6일 - 소안공립보통학교 개교
- 1938년 4월 1일 - 소안공립심상소학교 개편
- 1941년 4월 1일 - 소안공립국민학교 개편
- 일자미상 소안국민학교 개편
- 1945년 4월 19일 소안국민학교 진산분교 설립 인가
- 1945년 4월 29일 진산분교장 개교
- 일자미상 소안국민학교 구도분교 설립 인가
- 1954년 7월 31일 구도분교장 개교
- 일자미상 소안국민학교 북암분교 설립 인가
- 1960년 3월 14일 - 북암분교장 개교
- 일자미상 소안국민학교 맹선분교 설립 인가
- 1966년 10월 27일 - 맹선분교장 개교
- 1981년 3월 1일 - 병설유치원 설립
- 1982년 3월 1일 - 항립국민학교 분교장 격하 편입
- 1985년 3월 1일 - 특수학급 설치
- 1990년 3월 1일 - 횡간국민학교 분교장 격하 편입
- 1996년 3월 1일 - 소안초등학교 개편, 북암분교장·맹선분교장·항립분교장 폐교 및 본교 통폐합
- 1997년 3월 1일 - 진산초등학교 분교장 격하 편입
- 1999년 3월 1일 - 학산초등학교 폐교 및 본교 통폐합
- 2000년 9월 1일 - 구도분교장 폐교 및 본교 통폐합
- 2008년 3월 1일 - 진산분교장·횡간분교장 폐교 및 본교 통폐합
- 2022년 3월 1일 - 제33대 문은회 교장 취임
- 2023년 1월 9일 - 제94회 졸업(누계: 7,256명)

## 학교 상징
- 교화 - 노랑무궁화 : 제주도를 제외하고는 우리 고장에만 자생하는 무궁화로서 노란색의 아름다운 꽃을 피움
- 교목 - 후박나무 : 우리 고장에 많이 자생하는 상록수로서 천연기념물로 지정됨
- 교색 - 청색 : 바다에 둘러싸여 생활하는 낙도 어린이들에게 푸른 바다와 친해지고 해양 개발의 큰 꿈을 심어주는 색

## 참고 자료
- 소안초등학교 - 한국교육학술정보원 학교알리미